# Герб Ливана
Герб Ливана (араб. شعار لبنان‎) состоит из красного щита с белым изгибом, в который помещено дерево — ливанский кедр. Герб очень похож на флаг Ливана, за исключением горизонтальной полосы на флаге, меняющейся на диагональную.
Кедр — традиционный символ Ливана, связанный с христианством (см. Псалом 91:13 — «Праведник цветёт, как пальма, возвышается подобно кедру на Ливане»). Кедр является также символом бессмертия. В XVIII веке кедр становится символом христианской секты маронитов, распространившей своё влияние преимущественно в Сирии и Ливане. 
Позже, когда Ливан стал частью французских владений, использовался французский триколор с изображением кедра в центре флага. После обретения независимости был принят красно-белый флаг с тем же кедром. Первая версия этого флага несколько отличается от современной. Красный и белый цвет отождествляются с кланами каузитов и йеменитов соответственно. Эти кланы были наиболее влиятельными в Ливане с VII по XVIII вв. Позже белый цвет флага стал означать чистоту снега ливанских гор (шире — чистоту помыслов народа страны), красный — кровь, пролитую в борьбе против оттоманских, французских и других колонизаторов.